# Henrique Medina Carreira
Henrique Carlos de Medina Carreira  (Bissau, 14 de dezembro de 1930 – Lisboa, 3 de julho de 2017) foi um advogado e consultor fiscal português.  
Foi subsecretário de Estado do Orçamento no VI Governo Provisório, em 1975, e logo de seguida Ministro das Finanças do I Governo Constitucional, de julho de 1976 a Janeiro de 1978.

## Biografia
Era filho de António Barbosa Carreira (Fogo,18 de outubro de 1905 - Lisboa, 1988), historiador, e de sua mulher Carmen de Medina. Nasceu em Bissau, depois de os pais se terem mudado de Cabo Verde para a Guiné.
Frequentou o Instituto dos Pupilos do Exército, onde obteve um curso técnico (curso complementar) em máquinas, iniciando a sua vida profissional no Barreiro como técnico fabril de fundição de aço na CUF.
Posteriormente, realizou estudos liceais no Externato Moderno do Barreiro e ingressou na Faculdade de Direito da Universidade de Lisboa, vindo a licenciar-se em Direito, em 1962. Chegou também a fazer estudos de Economia, no Instituto Superior de Ciências Económicas e Financeiras da Universidade Técnica de Lisboa, que não terminou. 
Dedicou a sua carreira à advocacia, à consultoria em empresas e à docência universitária, a última das quais exercida no Instituto Superior de Gestão, no ISCTE - Instituto Universitário de Lisboa e no Instituto Estudos Superiores Financeiros e Fiscais. 
Desempenhou os cargos de membro do Conselho Superior dos Tribunais Administrativos e Fiscais, membro do Conselho Fiscal da Fundação Oriente, vice-presidente do Conselho Nacional do Plano, vogal do Conselho de Administração da Expo'98, presidente da Comissão de Reforma de Tributação do Património, presidente da Direção da Caixa de Previdência dos Advogados e Solicitadores e vogal do Conselho Superior da Companhia de Seguros Sagres.
Em 1975, o almirante José Pinheiro de Azevedo chamou-o para o VI Governo Provisório, atribuindo-lhe o cargo de Subsecretário de Estado do Orçamento, função que deixou para assumir, logo de seguida, as funções de Ministro das Finanças do I Governo Constitucional. 
Em 1978, abandona o Partido Socialista, por divergências quanto à política económica adotada pelo partido no poder. 
Em 2006, apoiou publicamente a candidatura de Aníbal Cavaco Silva à Presidência da República. 
Evidenciou-se como um grande crítico das finanças públicas portuguesas relativamente ao peso do endividamento e da despesa pública, bem como da carga fiscal portuguesa. Também criticou a situação da educação, justiça e inexistência de políticas contra a corrupção. Referente à dívida externa portuguesa, Medina Carreira referia que «nos últimos 10 anos a dívida portuguesa havia aumentado diariamente 48 milhões de euros». Relativamente aos gastos excessivos em obras públicas, criticava também a falta de capacidade dos sucessivos governos portugueses em evitar derrapagens nos custos das obras públicas portuguesas, mais concretamente na Casa da Música, Ponte Rainha Santa Isabel e Terreiro do Paço.
Foi o criador e participante no programa Plano Inclinado, transmitido no canal de televisão por cabo SIC Notícias. Participou no programa Olhos nos Olhos, da TVI24, apresentado por Judite Sousa.
Publicou vasta obra, nomeadamente sobre fiscalidade, tendo sido nessa matéria um reconhecido especialista. 
Em dezembro de 2012, o semanário Sol noticiou que a investigação ao caso Monte Branco detetou o envolvimento de Henrique Medina Carreira no maior esquema de sempre de fuga ao fisco e branqueamento de capitais em Portugal. No entanto, após buscas no seu domicílio e escritório não foram encontradas quaisquer irregularidades, colocando-se de parte qualquer envolvimento seu neste processo.
Em 2015 Henrique Medina Carreira apoiou a candidatura de Henrique Neto as eleições presidenciais de 2016.
Casou duas vezes e teve uma filha, Paula, do primeiro casamento.
Morreu a 3 de julho de 2017, aos 86 anos de idade, vítima de doença prolongada, num hospital de Lisboa, onde se encontrava internado há cerca de um mês.

## Obra publicada
- Manual de Direito Empresarial (1972)
- Esboço Histórico do Regime Fiscal Português entre 1922 e 1980 (1983)
- O Actual Sistema Fiscal Português. Síntese (1983)
- A Fiscalidade e o Mercado Português de Capitais (1983)
- A Situação Fiscal em Portugal (1984)
- Fiscalidade e Administração Local (1984)
- Fiscalidade e Trabalho em Portugal (1984)
- Finanças Públicas e Sistema Fiscal (1985)
- Imposto sobre o Valor Acrescentado: oportunidade, problemas e financiamento da administração local (1985)
- O Volume das Despesas Públicas e Investimento (1986)
- Alguns Aspectos Sociais, Económicos e Financeiros da Fiscalidade Portuguesa (1986)
- Contributo para a Análise da Reforma Fiscal (1988)
- Uma Outra Perspectiva da Reforma Fiscal (1988)
- A Carga Fiscal sobre o Investimento em Portugal e Espanha (1990)
- Concentração de Empresas e Grupos de Sociedades (1992)
- Uma Reforma Fiscal Falhada? (1990), A Família e os Impostos (1995)
- A Tributação do Património (1995)
- Que Reformas, Que Saúde, Que Futuro? (1995)
- As Políticas Sociais em Portugal (1996)
- Projecto da Reforma da Tributação do Património (em co-autoria, 1999)
- Notas sobre o Estado da Nossa Fiscalidade (2000)
- Reformar Portugal – 17 Estratégias de Mudança (em co-autoria, 2002)
- Portugal, Que Futuro? O tempo das mudanças inadiáveis (em co-autoria, 2009)
- O Fim da Ilusão (2011)
- Olhos nos Olhos (em co-autoria com Judite de Sousa, 2012)

## Funções governamentais exercidas
- I Governo Constitucional
  - Ministro das Finanças